# Ukiyo-zōshi
L'ukiyo-zōshi (浮世草子, « livres du monde flottant ») est le premier genre majeur de la fiction populaire japonaise, écrit entre les années 1680 et les années 1770 à Kyoto et Osaka. La littérature ukiyo-zōshi qui se développe à partir du genre kana-zōshi est en fait initialement classée comme kana-zōshi. Le terme ukiyo-zōshi apparaît en 1710 en référence à des ouvrages de type amoureux ou érotiques, mais le terme en vient plus tard à désigner la littérature qui englobe différents sujets et aspects de la vie durant l'époque d'Edo.

## Histoire
La Vie d'un homme amoureux d'Ihara Saikaku est considéré comme le premier ouvrage de ce genre. Ce récit, ainsi que d'autres de la littérature amoureuse, tirait son sujet des critiques des courtisanes et des guides pour les quartiers de plaisir devenus populaires dans les années 1640 et 1650. Bien que les œuvres de Saikaku ne soient pas considérées comme de la littérature de qualité à l'époque, elles deviennent populaires et sont à l'origine du développement et de la propagation du ukiyo-zōshi.
Après la mort de Saikaku, parmi les écrivains notables qui lui succèdent on compte Nishizawa Ippu, Miyako no Nishiki et Hojo Dansui, seul élève direct de Saikaku dans l'écriture romanesque. Le dernier grand écrivain ukiyo-zōshi est Ejima Kiseki, de Kyoto. Bien que l'écriture de Kiseki ne possède pas le style et la profondeur de Saikaku, il est crédité de la création des katagi-mono, ou livres de caractères, genre resté populaire tout au long du XVIIIe siècle. Chaque livre est composé d'une quinzaine de croquis décrivant différents types de personnes.
Au milieu du XVIIIe siècle, Edo est devenue le centre de l'activité littéraire, et tandis que l'ukiyo-zōshi continue à être produit jusque vers les années 1770, le genre stagne après la mort de Kiseki et décline lentement.

## Caractéristiques
À l'époque où apparaît le genre ukiyo-zōshi, l'industrie de l'édition commerciale est entièrement développée. Les livres ukiyo-zōshi sont édités dans des dimensions fixes et c'est à cette époque que la littérature commence à être publiée à but lucratif. Pour ces raisons, la littérature en prose, dont le genre ukiyo-zōshi, tend à être de mauvaise qualité. Néanmoins, de nombreux ouvrages ukiyo-zōshi, en particulier ceux de Saikaku, possèdent des caractéristiques techniques littéraires sophistiquées, des structures et un aperçu de la vie et de la personnalité des personnages.
La littérature ukiyo-zōshi, considérée comme de la littérature populaire, est écrite en kanas de la langue vernaculaire. En revanche, la littérature d'élite, telles que le kanbun, est écrite en chinois ou japonais classique et généralement orientée vers des thèmes aristocratiques traditionnels, comme l'amour et la nature.
L'ukiyo-zōshi couvre divers sujets, dont un grand nombre sont considérés comme vulgaires ou inappropriés pour la littérature d'élite. Un excellent exemple en est le sous-genre koshoku-mono composé d'œuvres érotiques centrées sur les quartiers de plaisirs. Les autres sous-genres du ukiyo-zōshi sont le chōnin-mono, qui traite de la vie des citadins ; le setsuwa-mono, ou contes de l'étrange ou du curieux, et le buke-mono, centré sur les samouraïs. La plupart des ouvrages du ukiyo-zōshi entrent dans l'un de ces sous-genres et s'adressent à un public particulier.
Une importante caractéristique du ukiyo-zōshi est son intense réalisme. À partir de la littérature kana-zōshi tardive, une évolution vers la littérature bourgeoise et le réalisme se fait jour, mais il faut attendre l'ukiyo-zōshi pour que la littérature en prose japonaise s'approche du vrai réalisme. L'ukiyo-zōshi est nettement moins sentimental et révèle un point de vue plus objectif et cynique. Beaucoup d'histoires de Saikaku par exemple se terminent tragiquement et sont écrites sur ton détaché et ironique.